# Dayr al-Barsha
Dayr al-Barsha is een plaats in Midden-Egypte op de oostelijke oever van de Nijl.
Het ligt in het gouvernement Al Minya bij de stad Mallawi.
In de Oud-Egyptische necropolis ten zuiden van Antinoöpolis en ten oosten van Hermopolis Magna bevindt zich een aantal rotsgraven, waarvan de meeste dateren uit de 12e dynastie van Egypte. Het meest spectaculaire rotsgraf is dat van Djehoetyhetep, Opperheer van de Hazennome' (15e Opper-Egyptische nome), die leefde tijdens de regeringen van Amenemhat II, Sesostris II en Sesostris III. Op een van de wanden van de grafkamer is een beroemde scène te zien, waarin het transport van een kolosbeeld vanuit de steengroeve van Hatnoeb wordt afgebeeld.
In mei 2007 werd bij opgravingen een 4000 jaar oude grafkamer met het graf van de hoge ambtenaar Henoe gevonden.